# 27. Panzer-Division (Wehrmacht)
Die 27. Panzer-Division des Heeres war ein gepanzerter Großverband der Wehrmacht im Zweiten Weltkrieg.

## Geschichte

### Aufstellung
Die Bildung der 27. Panzer-Division wurde durch Umbenennung 1. Oktober 1942 eines um die Kampfgruppe Michalik in Aufstellung befindlichen Großverband im Bereich der Heeresgruppe Süd der Ostfront vollzogen, allerdings wurde diese Aufstellung nicht mehr zum Abschluss gebracht.
Die Gliederung mit den für den Verband durchgeführten Neuaufstellungen war:
- Divisionsstab () (aus Stab / Panzergrenadier-Brigade 22 und ergänzt mit dem Kommando 27. Panzer-Division aus dem Wehrkreis XII)
- Panzer-Abteilung 127 () (aus III. Abteilung / Panzer-Regiment 204 aus Gruppe Michalik und einer Kompanie von der Panzer-Ersatz-Abteilung 204 (Schwetzingen))
- Panzergrenadier-Regiment 140 () (aus Stab und I. Bataillon aus Gruppe Michalik und II. Bataillon aus Teileinheiten Kradschützen-Bataillon 24 (22. PzD))
- Panzer-Artillerie-Regiment 127 () (aus I. Abteilung / Panzer-Artillerie-Regiment 140 und II./ Art.Rgt. (mot.) 51)
  - Panzer-Kanonen-Batterie
  - 2-cm-Fla-Zug (Sf.)
- Panzer-Aufklärungs-Abteilung 127 () (aus verst. Panzer-Aufklärungs-Kompanie (mot.) aufgefüllt mit Personalabgaben der 2. Armee)
- Panzerjäger-Abteilung 127 () (aus Panzerjäger-Abteilung 560)
- Panzer-Nachrichten-Abteilung (mot.) 127 () (aus zuvor gebildeter Panzer-Nachrichten-Kompanie 127 und Panzer-Nachrichten-Abteilung "von Weimar")
- Panzer-Pionier-Bataillon (mot.) 127 () (aus Pionier-Bataillon (mot.) 260)
- Sonstige Versorgungstruppen mit der Nr. 127 (aus Versorgungseinheiten der Heeresgruppe B / AOK 2).

Für zwei Panzerkompanien wurden im November aus dem Panzerstützpunkt Kantemirowka der 22. Panzer-Division Panzerkampfwagen 38 (t) übernommen. Der Verband verfügte damit über 2 Panzerbefehlswagen, 10 Panzerkampfwagen II, etwa 35 Panzer 38 (t) und 25 mittlere Panzerkampfwagen III und Panzerkampfwagen IV.

### Verlegung zur italienischen 8. Armee
Noch vor Abschluss der Aufstellung wurde der Verband Ende November 1942 alarmiert und zur italienischen 8. Armee in den Raum südlich von Rossosch beordert. Dort bildete der Verband am Don südlich von Woronesch im Abschnitt des Nordufer des Fluss Tschernaja Kalitwa beim italienischen II. Korps (Alpini) die Armee-Reserve. Die Kettenfahrzeuge wurden bis zum 10. Dezember per Bahntransport nach Rossosch verlegt, wo auch der in Deutschland zusammengeführte Divisionsstab 127 eintrafen.

### Raum Rossosch
Ab dem 12. Dezember Gegenstöße bei sowjetischen Frontdurchbrüchen südlich Nowaja Kalitwa (Don) bei der 387. Infanterie-Division, westlich Boguchar (Don) und im Raum um Taly. Ab 20. Dezember im Raum Rossosch in Abwehrkämpfe verwickelt.
Mitte Dezember 1942 wurde die 3. Kompanie / Panzer-Regiment 35 aus dem Raum Kursk zur Verstärkung des Panzer-Regiment mit 12 Panzerkampfwagen IV zugeführt. Gemeinsam mit der Masse Sturmgeschütz-Abteilung 201 kämpfte der Verband bis Ende Dezember in der Abwehr und Abriegelung sowjetischer Einbrüche südostwärts Rossosch und südlich Nowaja Kalitwa.

### Folgen der Operation Uranus
Nach der deutschen Niederlage in der Schlacht von Stalingrad mit der sowjetischen Gegenoffensive Operation Uranus, wurden die aufgestellten Truppenteile Anfang 1943 zerschlagen.
Die Verteidigung des Brückenkopf um Lissitschansk beim III. Panzer-Korps erfolgte im Kampfraum nördlich von Artemowsk bei der Divisionskampfgruppe 19. Panzer-Division. Bis Mitte Februar waren die Divisionsreste zusammen mit der Kampfgruppe von Trotha mit Infanteriekompanien und wenigen Panzern 38 (t) und Panzern II im Einsatz. Während Teile des Panzer-Pionier-Bataillons 127 und die Alarm-Kompanie des Divisions-Nachrichten-Führer 127 unter dem Befehl des Korps-Pionier-Führer eine Riegelstellung nordostwärts von Lissitschansk verteidigten.
Eine Divisionskampfgruppe 27. Panzer-Division bei der Heeresgruppe Don wurde bis zum 3. März 1943 aufgelöst.
Es erfolgte keine Wiederaufstellung der Division.

## Divisionskommandeure
- Oberst Helmut Michalik, Aufstellung bis 29. November 1942
- Oberst Hans Tröger, 30. November 1942 bis 26. Januar 1943
- Oberst Joachim von Kronhelm, 26. Januar 1943 bis zur Auflösung